# 矢野幸夫
矢野 幸夫（やの ゆきお、1917年12月22日 - 2004年5月17日）は日本の競馬の騎手、調教師、および整体師。

## 来歴
北海道静内郡静内町（現・日高郡新ひだか町）出身。実家は軍馬を生産する牧場だった。
1930年、中山競馬場・東原玉造厩舎所属の見習騎手となり、1933年に騎手免許を取得。日本競馬会時代の1941年には優秀騎手として表彰され、国営競馬時代の1951年には最高技能賞を受賞している。
1952年に調教師免許を取得し、その後中山競馬場で厩舎を開業。1978年、美浦トレーニングセンター開設に伴い移転。1994年2月をもって定年引退するまでの間に通算1060勝を挙げた。同年2月27日に中山競馬場で引退式が行われ、代表してファンに挨拶を行った。
調教師引退後は馬の整体師として活動し、日本各地で講演活動なども行った。
1991年9月24日放送のテレビ東京の番組「大竹まことのただいま！PCランド」に出演し、キャストに整体を行っている。

## おもな騎乗馬
- ミツカゼ（1948年目黒記念〈春〉[4]）
- ミツハタ（1951年毎日王冠[4]、セントライト記念[4]）

## おもな管理馬
- ミツハタ[2]（1952年天皇賞（春）[4]、東京盃、目黒記念〈春〉）
- スプリングサン（1956年東京牝馬特別）
- ヒシマサル[7]（1958年毎日王冠、セントライト記念、1959年安田記念）
- トウコン（1962年東京盃、安田記念、目黒記念〈秋〉）
- シモフサホマレ（1963年スワンステークス）
- モンタサン[2]（1966年朝日盃3歳ステークス[4]、1967年セントライト記念、1969年京王盃スプリングハンデキャップ）
- マークリシルバー（1980年札幌記念）
- イチエイボーイ（1982年東京障害特別〈春〉）
- ディビーグロー（1992年東京障害特別〈秋〉）

## おもな厩舎所属者
※太字は門下生。括弧内は厩舎所属期間と所属中の職分。
- 小野定夫（1955年 - 1961年 騎手）
- 新関力（1956年 - 1958年 騎手）
- 矢野進（1957年 - 1971年 騎手、1971年 - 1973年 調教助手）
- 油木宣夫（1962年 - 1985年 騎手）
- 境勝太郎（1963年 - 1966年 騎手）

矢野進は養子縁組した弟子である。このほか、進駐軍の軍人として日本に来ていたアメリカ人のロバート・アイアノッティを厩舎所属の騎手として採用し、戦後初の外国人騎手として2年間騎乗させた。アイアノッティは短期間の騎乗であり、騎乗回数もそれほど多くはなかったものの、その騎乗技術は当時の騎手に影響を与えたという。

## 馬の整体
矢野が整体術に興味を持ったきっかけは1966年、成績不振の管理馬が沼田という整体師の治療によって復調したのを目の当たりにしたことにある。翌1967年には農薬の混じった飼い葉を食べて中毒症状に陥ったモンタサンにマッサージを施し、解毒に導く経験をしている。長生学園に5年間通ってカイロプラクティックの技術を身に付け、これを自身が管理する馬のほか、他厩舎の馬や人にも無料で施していた。
不調の馬の背骨のズレを調べて木槌（2000年時点ではゴム製のハンマー）で叩いて矯正し、立て直したという話は多い。1975年に種牡馬のセントクレスピンが原因不明のインポテンツになり、治療も効果が上がらず関係者一同を悩ませる事態が起きたが、たまたまセントクレスピンを見物に行った矢野が馬に触れているうちに背骨にわずかなズレを見つけ、やはり木槌を持ってきてこれを矯正、ほかにも針を打つなどして治療した結果、数日後には種付けが可能となった。この成果はレポートにまとめられ、日本国外からも注目された。